# 순차 주사 방식

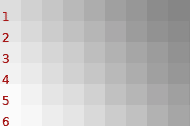
순차 주사 방식

순차 주사 방식(循次 走査 方式, 영어: progressive scanning, non-interlaced scanning)은 화면에 표시할 내용을 처음부터 끝까지 순서대로 표시하는 영상의 표시 방법이다.
텔레비전과 같은 구조를 가지는 영상표시장치에 영상을 표시할 때 화면의 왼쪽위에서부터 시작해서 한줄씩 순서대로 화면의 오른쪽아래까지 표시하여 한장면의 영상을 표시하는 것으로 비월 주사 방식에 비해 깜빡임이 적어 선명한 영상을 표시할 수 있는 장점이 있다.
순차 주사 방식은 대부분의 디지털 영상 표시장치에서 사용된다.
순차 주사 방식의 장점은 아래와 같다:
- 수직 해상도의 증가. 비월 주사 방식으로 수신한 방송 신호의 수직 해상도는 보통 실제 수직 해상도 값에 0.6 을 곱한 것과 같다. 예를 들어, HDTV 표준에서 1080i (1920x1080, 비월 주사 방식)의 신호가 더 높은 수직 해상도를 가짐에도 대부분 720p (1280x720, 순차 주사 방식) 보다 약간 떨어지거나 비슷한 수준의 화질을 보여준다.[출처 필요]
- 세밀한 (체크 무늬 옷과 같은) 수평 패턴에서 깜빡임이 없음
- 비디오 프로세싱 장치의 구현이 용이해 짐
- 압축하기 편함
- 비월 주사 방식을 통한 출력장치를 통해 녹화된 영상을 캡처 할 경우 발생되는, 서로 다른 시간대의 두 프레임이 겹침으로 인한 줄무늬 현상이 일어나지 않는다. 또한 순차 주사 방식으로 출력되는 기기나 소프트웨어 중에는, 비월 주사 방식으로 녹화된 영상으로 인한 티어링을 보정하는 디인터레이스 필터를 가지고 있는 경우가 많다.

## 같이 보기
- 필름룩
- 디지털 시네마
- 비월 주사 방식